# V446 Herculis
V446 Herculis war eine Nova, welche am 7. März 1960 im Sternbild Herkules erstmals von Olaf Hassel beobachtet wurde. Sie erreichte eine Helligkeit von 2,8 m.
Nach den aufgezeichneten Beobachtungen fanden bei V446 Herculis Helligkeitsausbrüche in mittleren Abständen von ungefähr 23 Tagen mit einer Amplitude von ca. 1,5 m statt. Auch für Zwergnovaausbrüche sind diese Helligkeitsanstiege ungewöhnlich gering, was darauf hindeutete, dass es sich hierbei um Veränderungen im Massentransfer handeln könnte.
Es stellte sich jedoch heraus, dass in den zuvor durchgeführten Messungen der Lichtstärke, die Helligkeitsbeiträge von zwei weiteren nahen Sternen im Abstand von lediglich 3 Winkelsekunden nicht berücksichtigt wurden. Nach dieser Korrektur musste die Amplitude der Ausbrüche auf ca. 2,5 m erhöht werden, was mit den Werten anderer bekannter Zwergnovae Entsprechung findet. Zudem implizieren die Periodendauer, die Anstiegs- und Abfallzeiten, sowie die Veränderungen in der Amplitudenhöhe und -breite der gemessenen Helligkeit ebenfalls Übereinstimmung mit Eigenschaften von Zwergnovae. V446 Herculis zeigt Zwergnovaausbrüche als unmittelbare Nachwirkung einer Nova und wird daher offiziell in die Klasse der kataklysmischen Doppelsternsysteme eingestuft.